# Teramo Basket
Teramo Basket fue un club de baloncesto italiano con sede en la ciudad italiana de Teramo, fundado en 1973. Competía en la Serie A, la máxima división del baloncesto italiano, hasta que desapareció en 2012 por deudas económicas.

## Historia
El club fue creado en 1973 por Paolo Antonetti, con la denominación AICS (Associazione Italiana Cultura e Sport) Teramo. En 1996 consigue alcanzar la Seria B1, logrando el ascenso a la máxima categoría del baloncesto italiano en 2003. De hecho llevaba ya 9 temporadas seguidas en la máxima categoría italiana (Serie A1) y trajo varios jugadores italianos a la selección azzurra. Su mejor clasificación fue el tercer puesto alcanzado en 2009 que le permitió jugar la eurocup en la temporada 2009/10.
Algunos jugadores de la historia del Teramo Basket que merecen ser mencionados son: Mario Boni (eterna leyenda del baloncesto italiano), Clay Tucker, Jaycee Carroll, David Moss etc.